# Jufureh

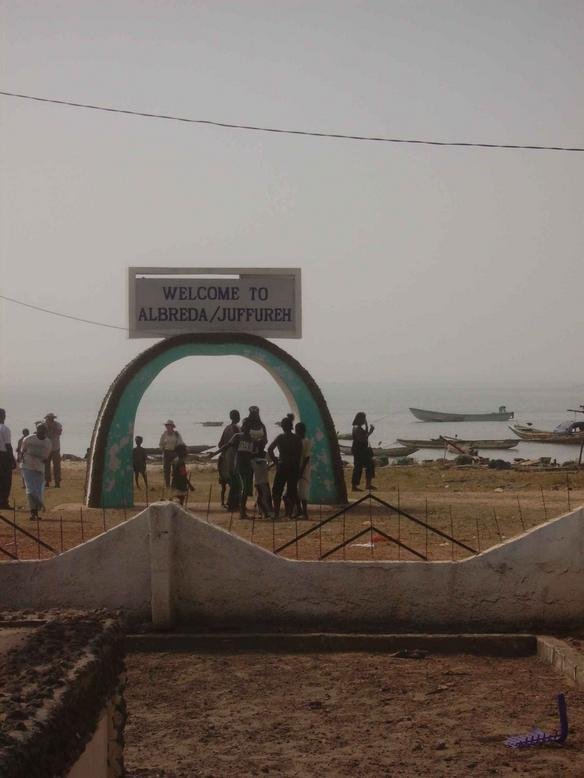
Arco na proximidade das povoações de Jufureh e Albreda.

Jufureh, Juffureh ou Juffure é uma povoação da Gâmbia, situada na margem direita do rio Gâmbia, frente à ilha James, a 30 km da foz. Encontra-se atualmente ligada à povoação de Albreda.
No século XVII, durante a colonização curlandesa foi aí construído o Forte Jillifree.
A aldeia de Jufureh ganhou notoriedade nos anos 70 do século XX com o romance e mini-série televisiva Raízes (Portugal) ou Negras Raízes (Brasil) (Roots: The Saga of an American Family), de Alex Haley, que relata a saga de Kunta Kinte, personagem originária de Jufureh e levada como escravo para os Estados Unidos da América, no século XVIII. Existe hoje no local um museu da escravatura.